# Pallacanestro alla I Universiade
Il torneo di pallacanestro della I Universiade si è svolto a Torino, Italia, nel 1959.

## Torneo maschile

### Classifica finale
| -       | Paese            | Formazione |
| ------- | ---------------- | --- |
| Oro     | Unione Sovietica | Unione Sovietica universitariaBahlej, Fomičëv, Hladun, Kutuzov, Mamontov, S. Prjachin, Stremouchov, Val'tin, Venediktov, Vystavkin, All. Viktor Rudakas    |
| Argento | Italia           | Italia universitariaBertini, Bonetto, Borghetti, Cernich, Gatti, Marchionetti, Paoletti, Pieri, Riminucci, Velluti, Vianello, Volpato, All. Nello Paratore |
| Bronzo  | Cecoslovacchia   | Cecoslovacchia universitariaJanout, Janovský, Kadeřábek, Kašper, Konvička, Křivý, Lukášik, Pištělák, Rosíval, Šotola, Šťastný, All. -                      |
| 4.      | Ungheria         | Ungheria universitariaBeleznai, Boháty, Császár, Faragó, Gabányi, Haris, Keszei, Letek, Padányi, Pólik, Sárközi, Vajdovich, All. -                         |

## Medagliere
| Posizione | Paese            |   |   |   | Totale |
| --------- | ---------------- | - | - | - | ------ |
| 1         | Unione Sovietica | 1 | 0 | 0 | 1      |
| 2         | Italia           | 0 | 1 | 0 | 1      |
| 3         | Cecoslovacchia   | 0 | 0 | 1 | 1      |
| Totale    | Totale           | 1 | 1 | 1 | 3      |